# Американско общество за изследване на психиката
Американското общество за изследване на психиката (на английски: American Society for Psychical Research) е неправитлствена организация, която проучва свръхестествени явления.
Създадено е като клон на Британското общество за изследване на психиката през 1885 г. Негови основоположници са Саймън Нюкомб, Уилям Джеймс, Стенли Хол, и др.
Седалището му е в Бостън до 1905 г., а след това в Ню Йорк. През 1907 г. започва издаването на списание, което продължава.